# Solter buettikeri
Solter buettikeri är en insektsart som beskrevs av Hölzel 1982. Solter buettikeri ingår i släktet Solter och familjen myrlejonsländor. Inga underarter finns listade i Catalogue of Life.